# Godło Buriacji

Herb Republiki Buriacji

Godło Buriacji – narodowy symbol Republiki Buriacji, przyjęty oficjalnie przez parlament republiki 20 lipca 1995 roku.

## Historia i symbolika
Godło Buriacji ma formę szarej tarczy. W godle dominują trzy barwy znane z flagi buriackiej: granatowy, biały i żółty, które razem są symbolami nieba, czystości i wieczności. Pośrodku widnieje wizerunek gór i jeziora Bajkał. Wyżej umieszczony został tradycyjny mongolski znak Sojombo. Jest to historyczny symbol niepodległości i wolności ludów mongolskich, zwieńczony płomieniem o trzech wierzchołkach, które uważane są za symbol pomyślności i rozkwitu. Dolną część herbu okala niebieski ceremonialny szal khata, który symbolizuje tutaj niebo i gościnność mieszkańców kraju. 
1 stycznia 2000 roku godło zostało umieszczone na tradycyjnej heraldycznej tarczy, a z khaty usunięto napis „Republika Buriacji” zapisany w dwóch językach: rosyjskim i buriackim.